# Janina Fautz

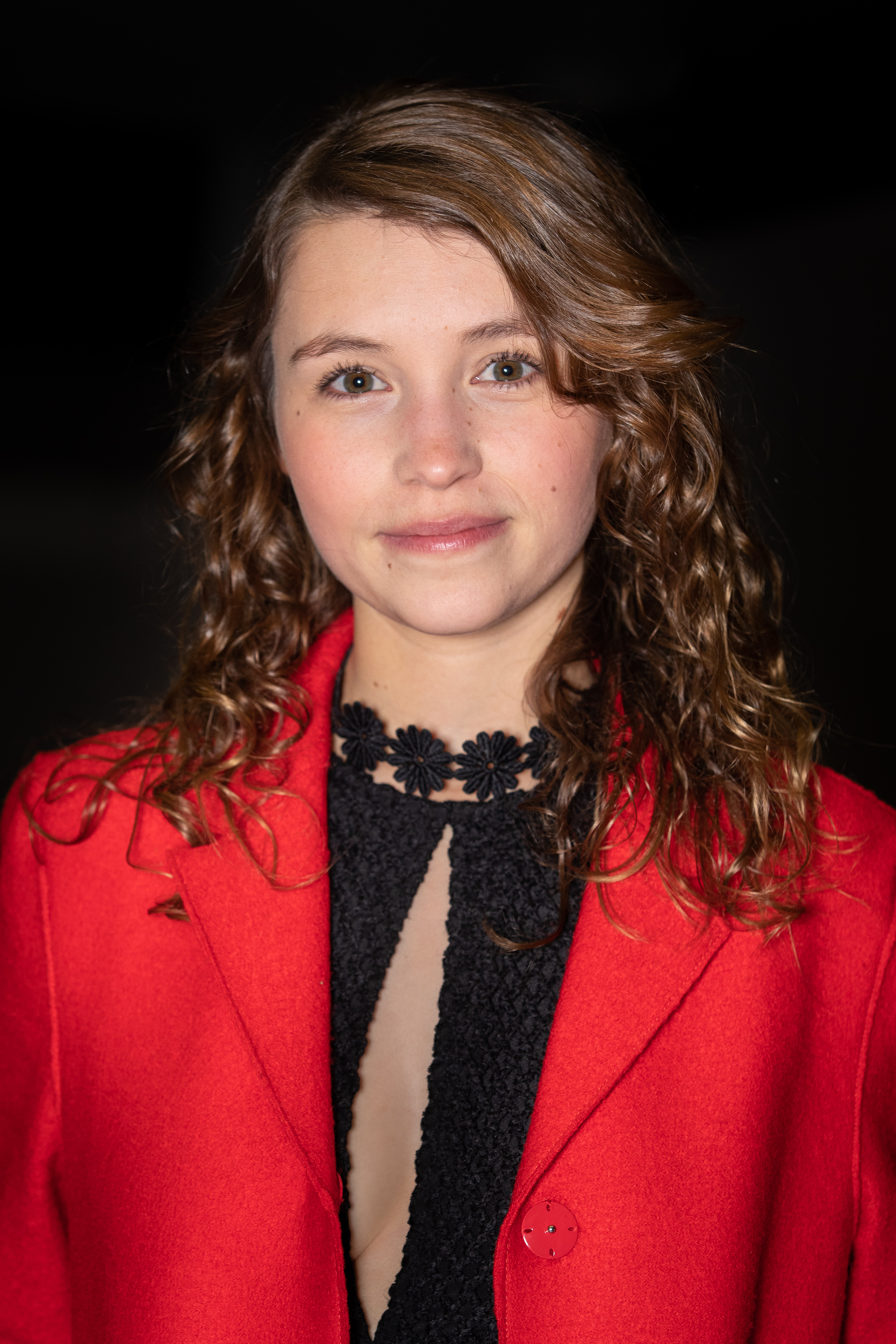
Janina Fautz, 2020

Janina Naomi Fautz (* 31. Mai 1995 in Mannheim) ist eine deutsche Schauspielerin.

## Leben
Fautz ist in Hanhofen aufgewachsen. Als Achtjährige setzte sie sich bei einer Aktion des Tigerenten Clubs für Kinder in der Dritten Welt ein und wurde Tigerenten-Reporterin. Im Jahr 2014 machte sie Abitur am Nikolaus-von-Weis-Gymnasium in der pfälzischen Stadt Speyer mit einem Notendurchschnitt von 1,3.
2005 entdeckte Joseph Vilsmaier Fautz; sie bekam eine erste Rolle in Vilsmaiers Märchenfilm Der Weihnachtsbrei. Ab 2007 verkörperte sie Klette in Die Wilden Kerle 4 und 5. 2007 stand sie außerdem für das Fernsehmelodram Suchkind 312 von Gabi Kubach vor der Kamera. Im Januar 2008 war die damals Zwölfjährige an der Seite von Uwe Ochsenknecht und Katja Flint im dritten Teil der ZDF-Filmreihe Luginsland, in diesem Fall Mord in aller Unschuld, zu sehen. 2009 spielte sie in Michael Hanekes preisgekröntem Film Das weiße Band – Eine deutsche Kindergeschichte das Mädchen Erna. Von 2010 bis 2012 spielte sie außerdem in der deutschen Jugend-Krimiserie Allein gegen die Zeit mit, die im KiKA ausgestrahlt wurde. Seit 2017 spielt sie in der Serie Wilsberg Kommissarin Anna Springers Patentochter Merle.
Vom Herbstsemester 2020 bis 2024 studierte Janina Fautz an der Schauspielschule der Hochschule für Musik und Darstellende Kunst Stuttgart.
Fautz lebt in Prag und Berlin und ist UNICEF-Juniorbotschafterin sowie Botschafterin des Kinderhospiz Sterntaler e. V.

## Filmografie (Auswahl)
- 2004: Der geheime Brief (Kurzspielfilm)
- 2005: Der Weihnachtsbrei (Kurzspielfilm)
- 2006: Das Weihnachts-Ekel (Fernsehfilm)
- 2007: Suchkind 312 (Fernsehfilm)
- 2007: Die Wilden Kerle 4
- 2008: Mord in aller Unschuld (Fernsehfilm)
- 2008: Die Wilden Kerle 5
- 2009: Das weiße Band – Eine deutsche Kindergeschichte
- 2010: Ein Sommer in Kapstadt (Fernsehfilm)
- 2010–2012: Allein gegen die Zeit (Fernsehserie, 26 Folgen)
- 2011: Einer wie Bruno
- 2012: Obendrüber, da schneit es (Fernsehfilm)
- 2013: Der Landarzt (Fernsehserie, 2 Folgen)
- 2013: V8 – Du willst der Beste sein
- 2013: Weniger ist mehr (Fernsehfilm)
- 2013: Es ist alles in Ordnung (Fernsehfilm)
- 2013: Der Wagner-Clan – Eine Familiengeschichte (Fernsehfilm)
- 2014: In aller Freundschaft – Luftschlösser (Fernsehserie)
- 2014: Um Himmels Willen – Hoffen und Bangen (Fernsehserie)
- 2014: Hin und weg
- 2014–2015: In Your Dreams – Sommer deines Lebens (Fernsehserie, 6 Folgen)
- 2015: Wir Monster
- 2015–2017: SOKO München (Fernsehserie, 2 Folgen)
- 2015: Arpeggio (Kurzfilm)
- 2015: Meuchelbeck (Fernsehserie, 6 Folgen)
- 2015: Pälzisch im Abgang (Fernsehserie, 6 Folgen)
- 2016: Morgen hör ich auf (Fernsehserie, 5 Folgen)
- 2016: Der Lehrer – Sie mieser … Schuft (Fernsehserie)
- 2016: Kaltfront (Fernsehfilm)
- 2016: Polizeiruf 110 – Endstation (Fernsehreihe)
- 2016: Was im Leben zählt (Fernsehfilm)
- 2016: Sweet (Kurzfilm)
- 2016: Allein gegen die Zeit – Der Film
- 2016: Herzensbrecher – Vater von vier Söhnen – Mut zur Zukunft (Fernsehserie)
- 2017: Tatort: Fangschuss (Fernsehreihe)
- 2017: Ich werde nicht schweigen (Fernsehfilm)
- 2017: Heldt – Die Entführung (Fernsehserie)
- 2017: SOKO Stuttgart – Mitten ins Herz (Fernsehserie)
- 2017: SOKO Wismar – Bittere Weihnachten (Fernsehserie)
- 2017: 1000 Arten Regen zu beschreiben
- 2017: Sommerfest
- seit 2017: Wilsberg (Fernsehreihe, 13 Folgen)
- 2018: Das Traumschiff – Los Angeles (Fernsehreihe)
- 2018: Chaos-Queens – Lügen, die von Herzen kommen (Fernsehserie)
- 2018: Tatort: Sonnenwende (Fernsehreihe)
- 2018: Meine teuflisch gute Freundin
- 2018: Safari – Match Me If You Can
- 2018: Tatort: KI (Fernsehreihe)
- 2018: SOKO Leipzig – Gefährliches Vorbild (Fernsehserie)
- 2018: Das Märchen von der Regentrude (Fernsehfilm)
- 2019: Größer als im Fernsehen (TV-Komödie)
- 2019: Joni (Kurzfilm)
- 2019: Prost Mortem – Die letzte Runde (Fernsehserie, 4 Folgen)
- 2019: Preis der Freiheit (Fernseh-Dreiteiler)
- 2020: Der Bergdoktor – Verlorene Seelen (Fernsehserie)
- 2020: Das Geheimnis des Totenwaldes (Fernsehmehrteiler)
- 2021: Die unheimliche Leichtigkeit der Revolution (Fernsehfilm)
- 2022: Auris (2-teilige Thrillerserie)
- 2025: Leben ist Jetzt (Kinofilm)
- 2025: Zimmer im Grünen – Herzenswege (Fernsehfilm)

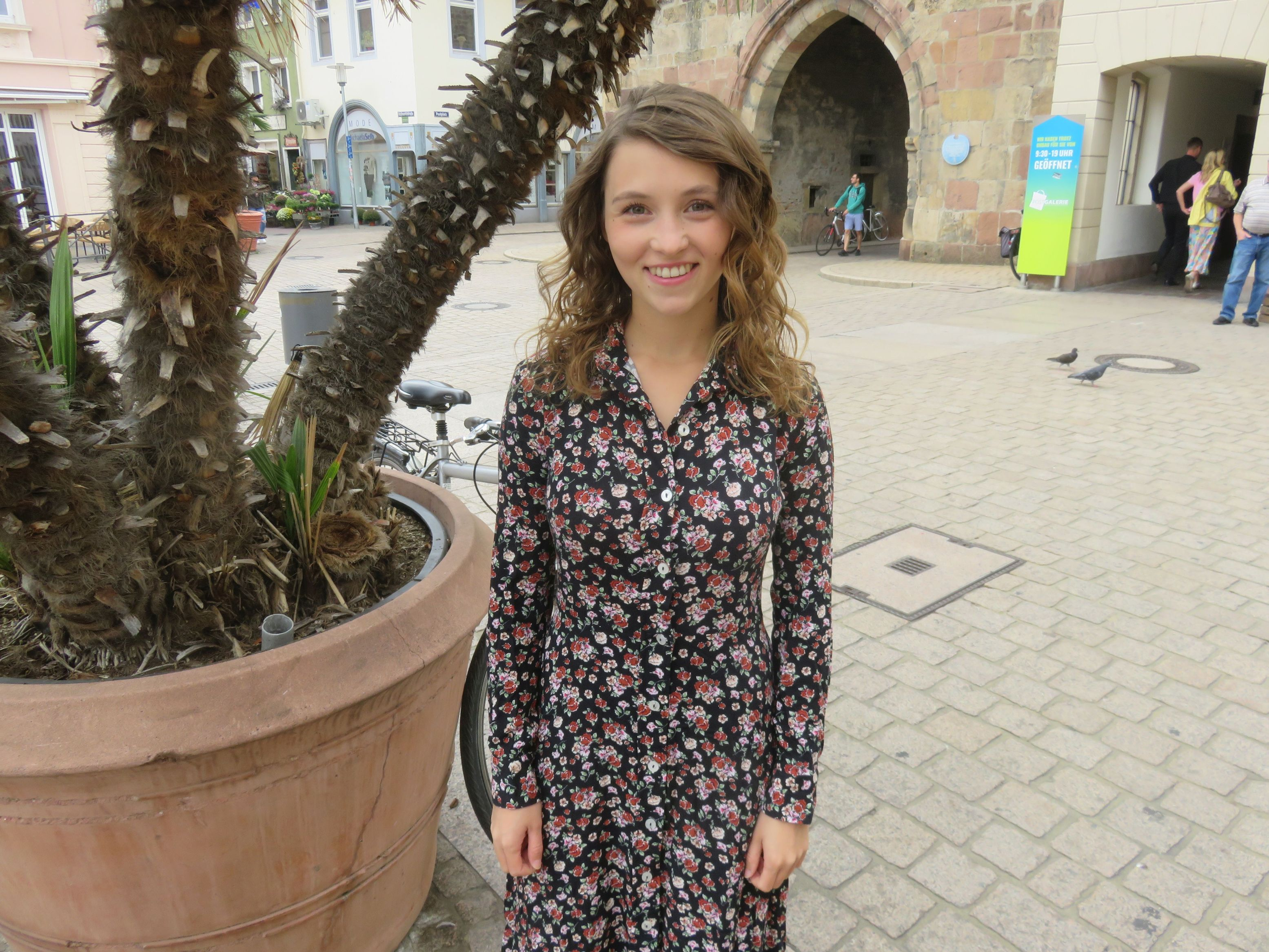
Janina Fautz, 2020